# Kentucky Fried Movie
Kentucky Fried Movie war das Erstlingswerk des Trios Jim Abrahams, Jerry Zucker und David Zucker (ZAZ) aus dem Jahre 1977. In einer Folge von mehreren Sketchen wird die damalige Medien- und Fernseh-Landschaft auf die Schippe genommen.

## Episoden
Der Film parodiert einen typischen zeitgenössischen US-Fernsehabend mit Nachrichten, Talkshows, Dokumentationen, Werbespots und einem Spielfilm als Höhepunkt des Abendprogramms. Er folgt also keinem einheitlichen Handlungsstrang, sondern ist in verschiedene Episoden aufgeteilt, welche weitestgehend zusammenhanglos aneinandergereiht sind, einschließlich gelegentlichen Zappings. 
Es folgt eine Übersicht aller Episoden und die jeweiligen Laufzeiten:

### 11 O’Clock News (0:06)
Hier sitzt ein Nachrichtensprecher, der den Satz spricht: „In das Popcorn, das Sie gerade essen, hat wer reingepisst.“

### Argon-Öl (1:13)
Ein Sprecher stellt einige neue „Energie-Rückgewinnungs-Technologien“ vor. So werden in einem Labor täglich 2,5 Millionen Liter Rohöl aus den Pickeln von Teenager-Gesichtern in den Vereinigten Staaten abgesaugt. Eine andere Methode ist das Wiedereinsammeln von weggeworfenen Plastikkämmen in Italien, aus deren Fettrückständen täglich 64.000 Liter Rohöl zurückgewonnen werden. Außerdem wird noch über den Versuch gesprochen, Rohöl aus Schnellimbiss-Verpackungen zurückzuholen.

### Amerika heute (6:05)
Diese Episode ist eine Nachrichtensendung, in deren Verlauf es zu einigen Schwierigkeiten kommt, bei denen unter anderem eine Tonübertragung schiefläuft und ein Gorilla durchdreht, da er nicht hören will, dass er impotent ist. In dieser Sendung wird auch ein Streitgespräch präsentiert, bei dem die beiden Kontrahenten verstärkt auf Beleidigungen statt auf sachliche Diskussion setzen.

### Sein neues Auto (0:24)
In diesem kurzen Sketch wird ein Auto vorgestellt, welches den Fahrer durch Klingel- und Piep-Geräusche auf übersehene Dinge aufmerksam macht. Damit die Geräusche aufhören, muss die Tür geschlossen, der Sicherheitsgurt umgelegt und der Hosenstall zugemacht werden.

### Katholische Schulmädchen in Not (2:00)
Dies ist die erste Vorschau auf eine „Samuel-L.-Bronkowitz-Produktion“. Es handelt sich hierbei um einen Pornofilm. Die gesamte Episode ist wie ein Trailer aufgebaut, bei dem der Film in allerhöchsten Tönen gelobt wird.

### Gefühlsaktives Kino (4:52)
Ein Mann bezahlt Eintrittsgeld für einen Film, der „gefühlsaktiv“ gezeigt wird. Das bedeutet, dass im Kinosaal hinter jedem Zuschauer ein Kinomitarbeiter steht und die Gefühle und Schmerzen der Filmprotagonisten auf diesen überträgt. Beispielsweise wird dem Mann Rauch ins Gesicht gepustet, wenn das im Film passiert, und es kommt auch zu Verbrennungen. Nachdem der Film vorbei ist, wird im Rahmen einer Programmänderung als nächster Streifen der Pornofilm Deep Throat angekündigt, was die sofortige Flucht des Mannes aus dem Kinosaal nach sich zieht.

### Nytex – Der Kopfschmerzkiller (0:35)
Wie in einem Werbespot wird ein neues Kopfschmerzmittel vorgestellt, das den Benutzer über Nacht von Kopfschmerzen befreien soll. Während der Erzähler spricht, sieht man, wie eine Frau vergeblich versucht, den Schlafenden zu wecken.

### Abenteuer heute (3:01)
In dieser Episode sieht man ein Interview mit einem Abenteurer und Forscher. Während des Gesprächs macht sich das Mikrofon, welches das Interview von oben aufnimmt, selbstständig und fährt wild um die beiden Sprecher herum. Dabei „trinkt“ das Mikrofon aus einem Glas Wasser und rasiert den Interviewten. Das Interview wird dabei unbeirrt fortgesetzt.

### Bill Bixby empfiehlt: Sanhedrin (0:40)
Ein weiterer Werbespot für Kopfschmerzmittel. Diesmal ist der Schauspieler Bill Bixby der Sprecher. Während er über das Mittel erzählt, läuft er durch eine Art Labor, in dem Wissenschaftler die Patienten auf verschiedenste Weise malträtieren. So werden zum Beispiel Flaschen auf dem Kopf einer Frau zerschlagen.

### Üble Haushaltsgerüche (0:40)
Eine Frau erinnert sich an einen Besuch ihrer Freundinnen, bei welchem diese sich damals über den strengen Geruch in ihrem Haus beschwert haben.

### Die wunderbare Welt des Sex (4:55)
Ein Pärchen will unter Anleitung einer Schallplatte Sex vollziehen. Die beiden machen Schritt für Schritt genau das, was ihnen geraten wird, bis es zum vorzeitigen Samenerguss des Mannes kommt. Der Ratgeber verweist für diesen Fall auf die Schallplatte „Freude am Sex mit Big Jim Slade“. Plötzlich kommt dieser in den Raum gestürzt, nimmt die Frau mit und lässt den Mann zurück.

### Für eine Handvoll Yen (31:34)
Hierbei handelt es sich um die zweite Samuel-L.-Bronkowitz-Produktion, welche diesmal nicht als Trailer, sondern als ein richtiger Film im Film angelegt ist. Diese Episode ist die längste des Films und ist eine Parodie auf die Kampfsportfilme der damaligen Zeit, insbesondere auf den Bruce-Lee-Film Der Mann mit der Todeskralle.
Der im Kampfsport versierte Lou soll sich in die Organisation von Dr. Klahn schleusen, welcher vorhat, unter Mithilfe der Wissenschaftlerin Ada Gronick eine Bombe zu entwickeln, mit der er die Welt erpressen kann. Lou hat nun die Aufgabe, Klahns Armee zu vernichten und Ada Gronick zu befreien.

### Willer-Bier (0:58)
Ein Werbespot für Bier, bei dem Hare-Krishna-Mönche die Hauptrollen spielen. Hierbei wird die amerikanische Biermarke Miller parodiert, indem das M auf den Kopf gestellt wird.

### Scot Free – Das Spiel! (0:58)
Ein Werbespot, bei dem ein Gesellschaftsspiel präsentiert wird. Es ist ähnlich aufgebaut wie Monopoly, hat aber die Ermordung John F. Kennedys als Hintergrund. Ziel ist es, nach einem erfolgreichen Mordanschlag zu entkommen, Beweise zu vernichten und die öffentliche Meinung für sich zu gewinnen.

### That’s Armageddon! (2:17)
Die dritte Samuel-L.-Bronkowitz-Produktion ist wieder ein Trailer. Dieses Mal werden die damaligen Katastrophenfilme parodiert. Dabei werden alle möglichen Arten von Katastrophen gezeigt: Unter anderem gibt es Erdbeben, Überschwemmungen und Brände. Die Schauspieler George Lazenby und Donald Sutherland haben in dieser Episode Gastauftritte.

### Hilfe für die Toten (1:42)
Eine Organisation erklärt ihr Vorhaben, bereits verstorbene Familienmitglieder wieder in die Gemeinschaft einzufügen. So wird als Beispiel eine Familie gezeigt, die ihren seit drei Jahren verstorbenen Sohn Johnny wieder in ihr Familienleben eingefügt hat. Beispielsweise sitzt er mit ihnen am Esstisch und besucht zusammen mit ihnen eine Sportveranstaltung. Der Host dieses Charity-Clips ist Henry Gibson.

### Im Gericht (Teil 1) (4:35)
Die Parodie einer Reportage aus dem Gerichtssaal.

### Nesson-Öl (0:14)
Kurze Unterbrechung der Gerichtssendung durch einen Werbespot, in dem ein Mädchen seine Katze brät.

### Im Gericht (Teil 2) (3:02)
Der zweite Teil der Gerichtssendung. Es stellt sich heraus, dass der Kommentator der Sendung der Schuldige ist.

### Cleopatra Schwartz (1:24)
Der letzte Trailer einer Samuel-L.-Bronkowitz-Produktion parodiert die Blaxploitation-Filmfigur Cleopatra Jones. Es geht um eine große, schwarze Polizistin, die zusammen mit ihrem eher schmächtigen Ehemann, einem Rabbi, gegen das Verbrechen kämpft.

### Zinkoxid und Sie! (1:59)
Ein Lehrfilm über die Bedeutung des Zinkoxids. Es wird am Beispiel einer Hausfrau aufgezeigt, auf welche Dinge die Menschheit verzichten würde, wenn es kein Zinkoxid gäbe.

### Rex Kramer – Gefahrensucher! (1:02)
Der Abenteurer Rex Kramer wird vorgestellt. Als Demonstration seines Mutes stellt er sich in die Mitte einer Gruppe von Afroamerikanern und ruft lauthals „Nigger“, was zur Folge hat, dass er von ihnen gejagt wird. Rex Kramer heißt auch eine Figur in dem Zucker-Abrahams-Zucker-Film Die unglaubliche Reise in einem verrückten Flugzeug.

### Spanner TV (4:24)
Während sich ein Pärchen vor dem Fernseher beim Liebesspiel vergnügt, laufen die Nachrichten. Der Nachrichtensprecher bemerkt die beiden aus dem Fernsehgerät heraus und beobachtet sie, während er seinen Text vorliest. Der Sprecher kann sich nach einer Weile nicht mehr richtig konzentrieren, und es kommen noch einige Techniker ins Bild, welche dem Geschlechtsverkehr des Pärchens zuschauen wollen. Das Paar bemerkt nicht, dass es beobachtet wird.

## Hintergrund
- Der Film wurde mit einem Budget von 600.000 US-Dollar gedreht, was schon zur damaligen Zeit als niedrig angesehen wurde.[1]
- In Für eine Handvoll Yen versucht der Bruce-Lee-Charakter, der entführten Ada Gronick mit Mimik und Gestik mitzuteilen, dass er sie retten wird. Dabei konnte die Darstellerin der Gehilfin des Gastgebers, die neben ihm steht, sich während des Drehs nicht konzentrieren und musste ununterbrochen lachen. Weil es zu viel Zeit in Anspruch nahm, wurde beim Schnitt einfach ein „vermasselter“ Take genommen.
- Die in Für eine Handvoll Yen auftretenden Schauspieler sind fast ausnahmslos wirkliche Kampfsportler, insbesondere der in Kampfkunstkreisen bekannte Meister Han Bong-soo (Dr. Klahn), der zehn Jahre zuvor das Hapkido in die USA eingeführt hatte und Hollywood später davon überzeugen konnte, echte Kampfkünstler für Kampfkunstfilme zu verwenden.
- Für eine Handvoll Yen endet damit, dass Lou aufwacht und glaubt, alles geträumt zu haben. Diese Szene, in Schwarzweiß gedreht, ist aus dem Klassiker Der Zauberer von Oz entnommen.
- In einer der Episoden ist die Stimme von Leslie Nielsen zu hören,[2] der später der Protagonist der von ZAZ produzierten Serie Die nackte Pistole und des darauf basierenden Slapstick-Klassikers Die nackte Kanone wurde.

## Kritiken
Das Lexikon des internationalen Films schrieb: „Eine lose Folge von mehr als zwanzig Sketchen, die Trendfilme und Spots aus Kino und Fernsehen aufs Korn nehmen. Die satirisch überzogene Parodie veralbert teils witzig, teils nur derb und obszön modische Produktions- und Konsumgewohnheiten und bleibt in der Gesellschaftskritik inaktuell und relativ blaß.“
Dirk Jaspers Filmlexikon fasste zusammen: „Witzig, schamlos, boshaft, durchgeknallt und unverwüstlich!“
Prisma Online meinte: „Unverwüstlich ist sie, die TV-Satire von John Landis und dem ZAZ-Team. Eine durchgehende Handlung gibt es nicht, dafür wird kräftig zwischen den Kanälen hin und her gezappt. Was da zum Vorschein kommt, ist eine wüste Mischung aus Nachrichten, Reportage, Werbung, Klatsch, Talk-Show, Kochkurs und anderen Geschmacksverirrungen. Der Film ist längst ein Klassiker. In 20 Sketchen lässt Regisseur John Landis witzig, schamlos und boshaft das überkandidelte Angebot der amerikanischen Medienwelt Revue passieren, von der Parodie auf Karate- und Gangsterfilme über einen Ausflug ins „gefühlsaktive“ Kino bis hin zum Sex vor dem Fernseher – kommentiert vom Sprecher der Nachrichten. Hauptsache es ist primitiv, billig und stets mit Sex und Action garniert: das Wunderland Fernsehen als Albtraum. Mehr als 20 Jahre nach der Entstehung ist freilich das Grauen schlechthin Wirklichkeit geworden: Vieles von dem, was heute mit absolutem Bierernst als TV-Unterhaltung angepriesen wird, übertrifft die Parodie an Absurdität und Geschmacklosigkeit um ein Vielfaches.“